# Phytoliriomyza bhutanica
Phytoliriomyza bhutanica este o specie de muște din genul Phytoliriomyza, familia Agromyzidae, descrisă de Ipe și Beri în anul 1971.
Este endemică în Bhutan. Conform Catalogue of Life specia Phytoliriomyza bhutanica nu are subspecii cunoscute.